# CNIH4
CNIH4‏ (Cornichon family AMPA receptor auxiliary protein 4) هوَ بروتين يُشَفر بواسطة جين CNIH4 في الإنسان.